# Municipio de Alquízar
Municipio de Alquízar är en kommun i Kuba.   Den ligger i provinsen Artemisa, i den västra delen av landet, 40 km sydväst om huvudstaden Havanna. Antalet invånare är 29 616. Arean är 193 kvadratkilometer.
Terrängen i Municipio de Alquízar är platt.